# Роман Качанов
Роман Абелевич Качанов (на руски: Качанов, Роман Абелевич) е съветски и руски режисьор и аниматор. Сред анимационните филми, създадени от него, са „Чебурашка“, „Крокодилът Гена“, „Шапокляк“, „Варежка“, „Тайната на третата планета“.
Роден е през 1921 г. в Смоленск, от 1946 Качанов работи в съветското студио за анимационни филми Союзмультфильм и участва в създаването на повече от 200 филма.

## Избрана филмография като режисьор
- „Варежка“
- „Крокодилът Гена“
- „Чебурашка“
- „Шапокляк“
- „Чебурашка отива на училище“
- „Тайната на третата планета“.